# Equal Vision Records
Equal Vision Records är ett amerikanskt skivbolag grundat tidigt 1990-tal av Ray Cappo, med det specifika syftet att distribuera skivor av dennes band Shelter. Bolaget, som har sitt säte i Albany, New York, är inriktat mot punk- och hardcoremusik.
1992 sålde Cappo bolaget till den tidigare Youth of Today-roadien och tidigare Revelation Records-anställde Steve Reddy. Med detta kom bolaget att börja ge ut skivor av andra band än Shelter. I bolagets katalog finns utgåvor av bland andra Ten Yard Fight, Converge, Refused och Modern Life Is War.

### Fotnoter
1. 1 2  ”Equal Vision Records”. Discogs.com. http://www.discogs.com/label/Equal+Vision+Records. Läst 27 januari 2012.